# Atlacomulco
Atlacomulco är en kommun i Mexiko. Den ligger i västra delen av delstaten Mexiko och cirka 90 km nordväst om huvudstaden Mexico City. Den administrativa huvudorten i kommunen Atlacomulco är Atlacomulco de Fabela, med 22 774 invånare år 2010.
Kommunen hade sammanlagt 93 718 invånare vid folkräkningen 2010. Kommunens area är 257,89 kvadratkilometer. Atlacomulco tillhör regionen Atlacomulco.
Isidro Fabela, en välkänd mexikansk politiker under den mexikanska revolutionstiden och Enrique Peña Nieto, Mexikos president år 2012–2018, kommer från Atlacomulco.
Floden Lerma rinner genom kommunen. I kommunen finns även den aktiva vulkanen Xocotépetl.

## Orter
De fem största samhällena i Atlacomulco var enligt följande vid folkräkningen 2010.
1. Atlacomulco de Fabela, 22 744 invånare.
2. San Lorenzo Tlacotepec, 7 566 invånare.
3. Santiago Acutzilapan, 5 866 invånare.
4. San Antonio Enchisi, 4 870 invånare.
5. San Pedro del Rosal, 4 277 invånare.